# Wiewiórolotkowate
Wiewiórolotkowate, wiewiórolotki (Anomaluridae) – rodzina ssaków z infrarzędu wiewiórolotkowych (Anomaluromorphi) w obrębie rzędu gryzoni (Rodentia).

## Zasięg występowania
Są latającymi ssakami występującymi w lasach tropikalnych i subtropikalnych zachodniej i centralnej Afryki.

## Charakterystyka
Wiewiórolotki są ssakami nocnymi. Śpią w dziuplach nawet 35 metrów nad ziemią. Wyglądem przypominają wiewiórki, mają mniej puszysty ogon z szeregiem łusek na spodniej stronie u jego nasady. Łuski te pomagają zwierzęciu wspinać się po korze drzew, tak jak alpinistyczne raki. Przenoszenie się z drzewa na drzewo lotem ślizgowym umożliwiają fałdy skórne po bokach ciała, pomiędzy kończynami. Fałdy te u wiewiórolotek sięgają do stawów łokciowych, a nie do nadgarstków, jak ma to miejsce u wiewiórek latających. Gryzonie te mogą również biegać po gałęziach. Niewiele wiadomo o biologii wiewiórolotek, ale wydaje się, że żyją one pojedynczo lub w parach, choć najmniejsi przedstawiciele rodzaju karłolotka (o wadze ok. 20 gramów) żyją w koloniach liczących nawet do 100 osobników. Wiewiórolotki zjadają owoce, nasiona, liście, orzechy i inne części roślin. W skład ich diety wchodzą również owady. W ciągu nocy mogą pokonywać w poszukiwaniu pokarmu kilka kilometrów a na dzień powracają do swoich kryjówek. Samice prawdopodobnie rodzą jedno do trzech młodych i mają dwa mioty w ciągu roku. Młode, co jest niezwykłe, rodzą się owłosione, widzą od urodzenia, są stosunkowo duże i dość aktywne.

## Systematyka
Do rodziny należą następujące występujące współcześnie rodzaje:
- Anomalurinae P. Gervais, 1849 – wiewiórolotki
- Idiurinae G.S. Miller & Gidley, 1918

Opisano również rodzaje wymarłe:
- Argouburus Marivaux, Adnet, Benammi, Tabuce & Benammi, 2017 – jedynym przedstawicielem był Argouburus minutus Marivaux, Adnet, Benammi, Tabuce & Benammi, 2017
- Shazurus Sallam, Seiffert & Simons, 2010 – jedynym przedstawicielem był Shazurus minutus Sallam, Seiffert & Simons, 2010